# Axel Hamberg

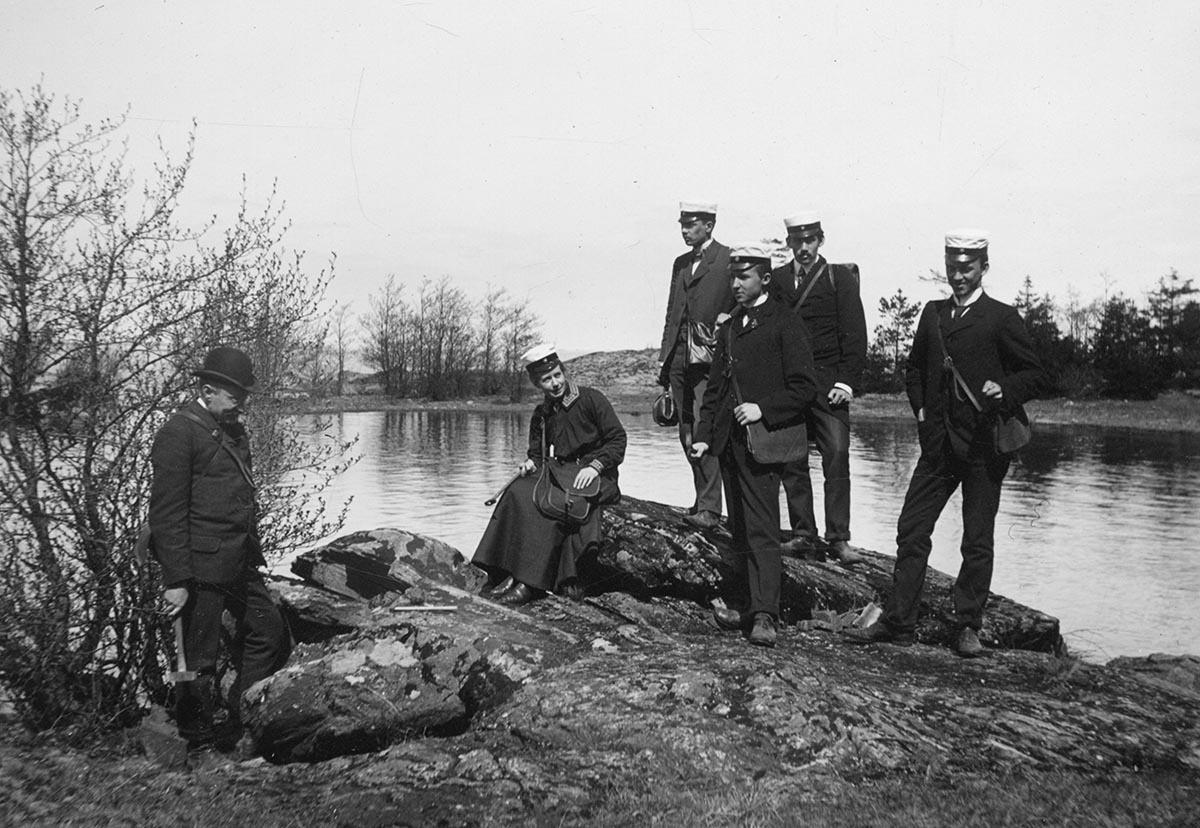
Hamberg på en exkursion till Kinnekulle.

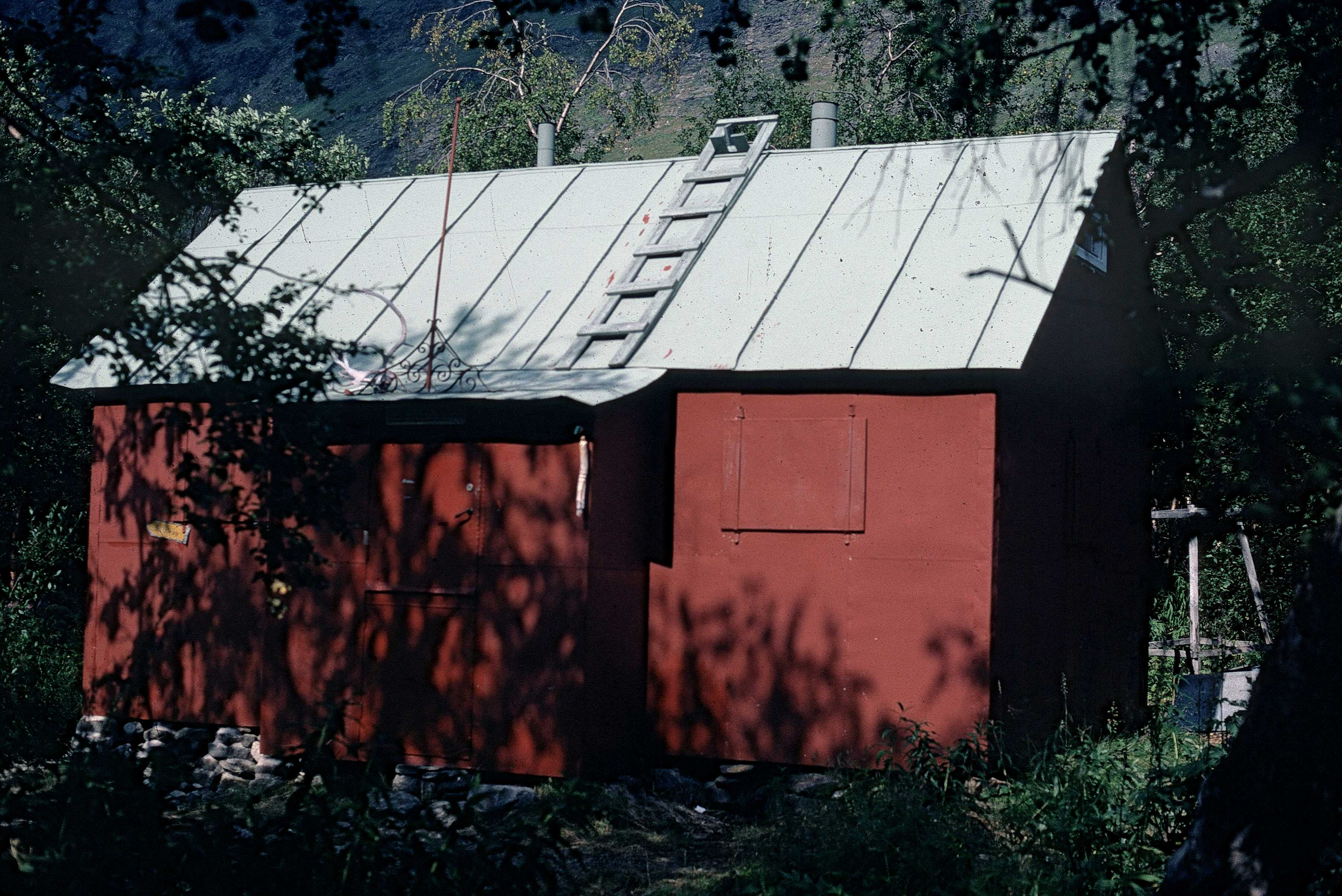
Hambergs Skårkistuga i Sarekfjällen.

Axel Hamberg, född 17 januari 1863 i Stockholm, död 28 juni 1933 i Djursholm, var en svensk geograf, mineralog, geolog, hydrograf, meteorolog, fysiker och professor i geografi vid Uppsala universitet 1907–1928. 

## Biografi
Hamberg blev student vid Uppsala universitet 1881, filosofie kandidat 1888, filosofie licentiat 1893, docent i mineralogi och kristallografi samma år vid Stockholms högskola, där han föreläste i dessa ämnen till 1901, då han förordnades att föreläsa i fysisk geografi och historisk geologi. Sistnämnda år blev han på avhandlingen Geologiska och fysiskt-geografiska undersökningar i Sarjekfjällen filosofie doktor vid Uppsala universitet, och utnämndes 1907 till extra ordinarie professor i geografi där.
Han deltog 1883 som hydrograf i Adolf Erik Nordenskiölds expedition till Grönland samt företog sedermera flera resor i vetenskapligt syfte, bland annat åtföljde han 1898 som hydrograf, biträdande geolog, fotogrammetriker och fysiker i Alfred Nathorsts expedition med fartyget "Antarctic" till Svalbard och Kong Karls land. På initiativ av geologen Fredrik Svenonius inledde Hamberg år 1895 viktiga och omfattande naturvetenskapliga undersökningar av Sareksfjällen, ett förut så gott som outforskat område, varvid han efterhand skaffade sig biträde av 14 andra forskare. Själv sysselsatte sig Hamberg med kartläggningen och de geologiska, hydrografiska och meteorologiska förhållandena samt särskilt med snön och glaciärerna i detta område. Resultaten utgavs med statsunderstöd i arbetet Naturwissenschaftliche Untersuchungen des Sarekgebietes in Schwedisch-Lappland (1907-1939), men även i andra publikationer. 
I sex avhandlingar (1884-86) bearbetade han de under Nordenskiölds expedition utförda hydrografiska arbetena, varvid hans rön om den östgrönländska polarströmmen samt hans bestämningar av havsvattnets kvävgashalt vid olika temperatur och salthalt särskilt kan nämnas. Av stort intresse är hans iakttagelser över temperaturen på djupet i Mälaren och Saltsjön, hans undersökning av älven Rapaätno i Sareksfjällen samt Hydrographische Arbeiten der von A.G. Nathorst geleiteten Polarexpedition, 1898. Han lät även bygga fem vetenskapliga stationer, som han kallade "hyddor", i Sarek för att lättare kunna observera väder och utföra olika forskningsuppgifter. Dessa uppfördes mellan 1911 och 1914 på Pårtetjåkko, i Pårek, Litnok, Tjågnoris och Skårkas. Undersökningarna i Sarek pågick i stort sett varje sommar mellan 1895 och 1931; några år även vintertid.
Som mineralog publicerade han en mängd avhandlingar med beskrivning av fyra nya mineral, naturliga kristaller av gediget bly, morfologisk framställning om rodonit från Pajsberg samt studier över kristallers etsning och upplösning. Som geolog behandlade han särskilt kvartärtiden och de med istiden sammanhängande företeelserna, bland annat i ovannämnda gradualavhandling. Av stor betydelse i meteorologiskt, geologiskt och fysisk-geografiskt avseende är Die Eigenschaften der Schneedecke in den lappländischen Gebirgen (1907, utgörande band I, avd. III, "Gletscherkunde", av ovannämnda Naturwissenschaftliche Untersuchungen des Sarekgebietes.) Som geodet och jordmagnetiker utförde han vackra arbeten, publicerade i "Astronomische, photogrammetrische und erdmagnetische Arbeiten der von A.G. Nathorst geleiteten schwedischen Polarexpedition 1898".
Hamberg konstruerade flera apparater, såsom en apparat för bestämning och analys av i vatten absorberade gaser, vattenhämtare, vattenstånds- och snöackumulationsmätare, flera fotogrammetrikameror och självregistrerande meteorologiska apparater. Hans flesta arbeten är publicerade i Vetenskapsakademiens skrifter, Geologiska föreningens förhandlingar och "Ymer". För en bredare publik författade han även Sarekfjällen: vägledning för färder i högfjällen mellan Lule älvs källarmar (1922), en numera klassisk guide för vandrare i Sarek.

### Utmärkelser
Hamberg blev korresponderande ledamot av Internationella glaciärkommissionen 1897, blev Sveriges representant i denna 1910 och var dess president 1914–1916. Han blev ledamot av Vetenskapsakademien 1905, av Vetenskapssocieteten i Uppsala 1916 och av Kungliga Fysiografiska Sällskapet i Lund 1929. Vid Stockholmsutställningen 1897 fick han guldmedalj för en utställning av skandinaviska mineral. Han erhöll av Svenska sällskapet för antropologi och geografi 1915 J.A. Wahlbergs minnesmedalj i guld för sina undersökningar i Sarekfjällen, och 1922 tilldelades han Svenska Turistföreningens guldmedalj.

### Familj
Axel Hamberg var son till Nils Peter Hamberg (1815–1902) och Emma Augusta Christina Härnström (1833–1914). Han gifte sig den 16 december 1912 med Sigrid Magdalena Nordlund, dotter till professor Gustaf Adolf Nordlund och Agnes Lindström, och var far till Per Gustaf Hamberg (1913–1978), professor i konsthistoria med konstteori vid Göteborgs universitet.